# Vierdag (Adelsgeschlecht)

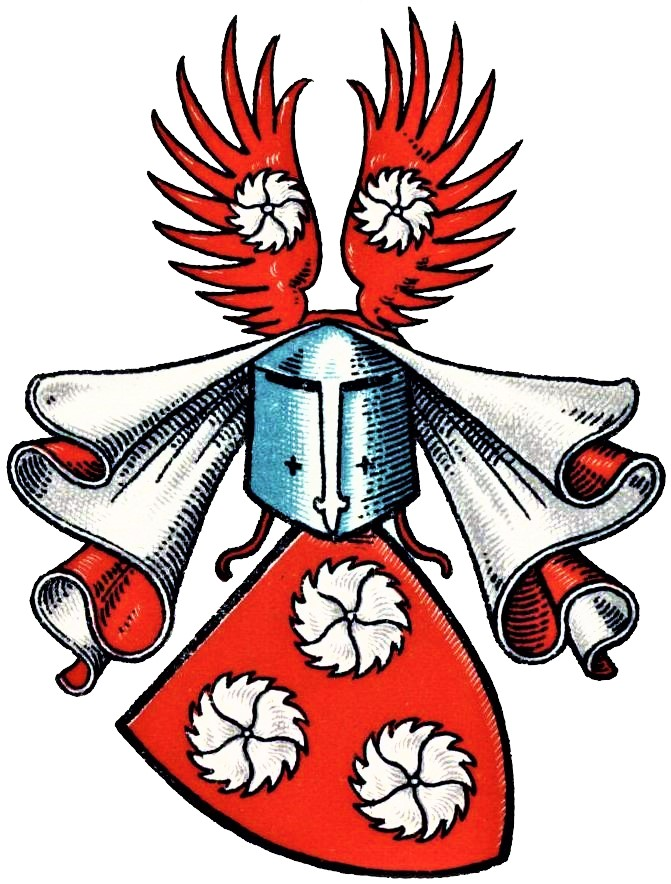
Wappen der Vierdag im Wappenbuch des Westfälischen Adels

Vierdag (auch: Virdag, Virdagh, Virdaghe o. ä.) ist der Name eines erloschenen westfälischen Adelsgeschlechts.

## Geschichte
Das Geschlecht stellte Burgmänner zu Burg Ottenstein.
1308 tauschte Graf Ludwig von Arnsberg mit dem Grafen Otto von Kleve die Ministeriale Blideke, Schwester des Gerhard von Witten genannt Virdach, und deren Sohn Gerhard gegen die Ministeriale Druda, Tochter des Siegbert de Lethen, und deren Sohn.
Marcwordus Vyrdach erscheint 1346 als Konsul der Stadt Büren in einer Urkunde des Klosters Holthausen. 1347 verzichtete Ritter Wilhelm von Ruze auf seine niederrheinischen Lehnsgüter zu Gunsten seines Schwiegersohns Johann Virdaghe. Als Zeugen traten die Burgmänner von Hermann von Ahaus auf.
1361 verzichtete der Knappe Johann Virdaghes unter Zustimmung seiner Mutter Margarethe auf seine Ansprüche auf die Höfe Ghelinch und Wostenhus in der Bauernschaft Büren im Kirchspiel Gescher.
1424 war Bate Vierdag, Tochter von Andreas Vierdag, Herr zu Ottenstein, mit Heinrich Valcke verheiratet. Es war seine zweite Ehe.
Aus dem Jahr 1490 ist eine Urkunde überliefert, in Drees Virdach als Käufer von vier Höfen in Visbeck, Kelynck, Hageman und Ertburgge im Umfeld von Merfeld genannt wird. 1491 tritt derselbe Drees Vyrdach als Urkundenzeuge für einen Rentenverkauf auf.

## Wappen
Blasonierung: In Rot drei (2:1) silberne Sporenräder (oder Brakteaten). Auf dem Helm ein offener roter Flug, jeder Flügel mit einem Sporenrad belegt. Die Helmdecken sind rot-silbern.